# Nadieżewka (obwód rostowski)
Nadieżewka (ros. Надежевка) – chutor w Rosji, w obwodzie rostowskim, w rejonie tacyńskim. W 2010 liczył 535 mieszkańców.